# My Stepbrother Is a Vampire!?!
My Stepbrother Is a Vampire!?! è un film del 2013 diretto da David DeCoteau sotto lo pseudonimo di Mary Crawford.

## Trama
La giovane Nancy inizia a sospettare che il suo eccentrico fratellastro Vic sia in realtà un vampiro e, temendo per la propria vita, progetta il modo per eliminarlo.

## Citazioni
Nei dialoghi del film sono citati i film L'uomo invisibile (1933), La moglie di Frankenstein (1935), Il mostro della laguna nera (1954), Twilight (2008), The Twilight Saga: New Moon (2009), The Twilight Saga: Eclipse (2010), The Twilight Saga: Breaking Dawn - Parte 1 (2011), The Twilight Saga: Breaking Dawn - Parte 2 (2012) e le serie televisive Buffy l'ammazzavampiri, True Blood e The Vampire Diaries.